# Bougainvillea peruviana
Bougainvillea peruviana es una planta trepadora de la familia Nyctaginaceae. Es endémica de Ecuador y Perú.

## Taxonomía
Bougainvillea peruviana fue descrita por Aimé Bonpland y publicado en Plantae Aequinoctiales 1: 174, t. 49. 1808.
Etimología
Bougainvillea: nombre genérico que fue creado por Philibert Commerson (1727-1773) en honor de Louis Antoine de Bougainville (1729-1811), el marino y explorador francés que trajo por primera vez la planta a Europa desde Brasil, y de quién era el botánico que le acompañó en su expedición alrededor del mundo de 1766 a 1769. Su publicación fue obra de Antoine Laurent de Jussieu en su Genera Plantarum (Jussieu), 91, en 1789.
peruviana: epíteto geográfico que alude a su localización en Perú.
Sinonimia
- Tricycla peruviana (Bonpl.) Poir.	[3]